# NGC 4136
NGC 4136 ist eine Balken-Spiralgalaxie mit ausgedehnten Sternentstehungsgebieten vom Hubble-Typ SBc im Sternbild Coma Berenices am Nordsternhimmel. Sie ist schätzungsweise 27 Millionen Lichtjahre von der Milchstraße entfernt und hat einen Durchmesser von 30.000 Lichtjahren. Gemeinsam mit 18 weiteren Galaxien bildet sie die NGC 4274-Gruppe (LGG 279).

Im selben Himmelsareal befinden sich u. a. die Galaxien NGC 4131, NGC 4132, NGC 4134, NGC 4150.
Die Typ-II-Supernova SN 1941C wurde hier beobachtet.
Das Objekt wurde am 13. März 1785 von Wilhelm Herschel entdeckt.